# Crypto.com Arena
Crypto.com Arena (tidligere Staples Center) et en indendørs sportsarena i Los Angeles, Californien, USA. Crypto.com Arena blev indviet i 1999. Centret kostede 375 mio. dollars at opføre, hvilket blev finansieret udelukkende af private midler.
Arenaen er årligt vært for ca. 250 begivenheder og 4 mio. gæster.
Det er hjemmebane for:
- NHL-holdet Los Angeles Kings, kapacitet 18.118
- NBA-holdet Los Angeles Lakers, kapacitet 18.997
- NBA-holdet Los Angeles Clippers, kapacitet 18.997
- WNBA-holdet Los Angeles Sparks, kapacitet 18.997
- AFL-holdet Los Angeles Avengers, kapacitet 18.118
- D-League-holdet Los Angeles D-Fenders, kapacitet 18.997 (fra 2006-2007 sæsonen)

Derudover holdes der koncerter med navne som Celine Dion, Prince, Britney Spears, Shania Twain, og mange andre.
Den 7. juli 2009 blev der afholdt en mindehøjtidelighed for Michael Jackson, som døde den 25. juni 2009.

## Ekstern henvisning
- Staples Center

34°02′35″N 118°16′02″V / 34.043055555556°N 118.26722222222°V